# Jo Jorgensen

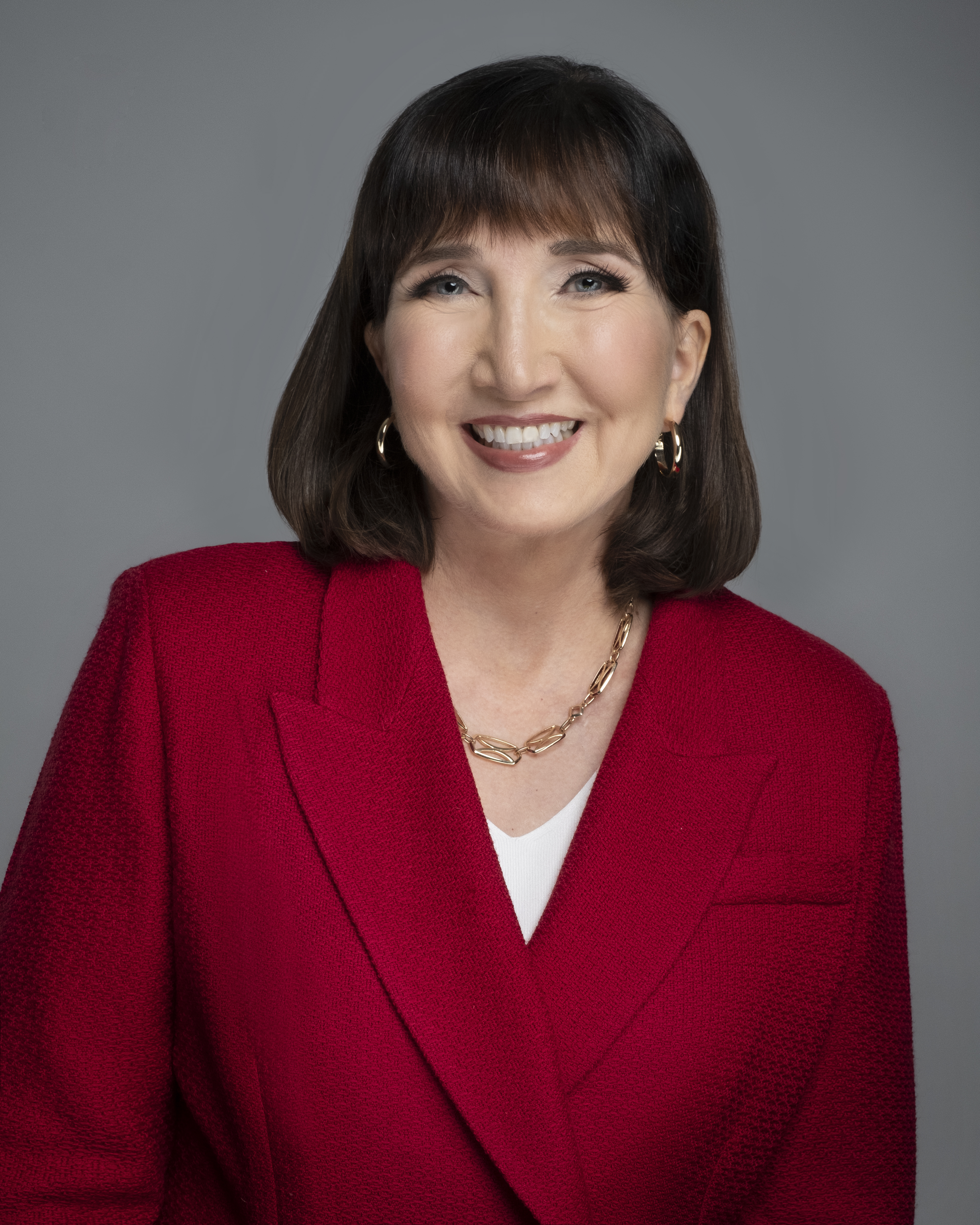
Jo Jorgensen (2020)

Logo der Präsidentschaftskampagne 2020 von Jo Jorgensen

Jo Jorgensen (* 1. Mai 1957 in Libertyville, Illinois) ist eine US-amerikanische Psychologin und libertäre politische Aktivistin. Sie war die Kandidatin der Libertarian Party für das Amt der Präsidentin der Vereinigten Staaten bei der US-Präsidentschaftswahl 2020. Jorgensen war zuvor die Kandidatin der Libertarian Party für die Vizepräsidentschaft bei der US-Präsidentschaftswahl 1996 als Mitstreiterin von Harry Browne. Für die Libertarian Party trat sie außerdem im Jahr 1992 als Kandidatin für den 4. Kongresswahlbezirk von South Carolina an und erhielt 4286 Stimmen bzw. 2,2 Prozent.

## Werdegang
Jorgensen wuchs in Grayslake auf. Sie ist Absolventin der Grayslake Central High School. 1979 erhielt sie einen Bachelor of Science in Psychologie an der Baylor University, gefolgt von einem Master in Administration an der Southern Methodist University im Jahr 1980. Sie begann ihre berufliche Laufbahn bei IBM mit Computersystemen und wurde dort Teilhaberin und Präsidentin von Digitech, Inc. 2002 erhielt sie einen Ph.D. in Arbeits- und Organisationspsychologie an der Clemson University.
Jorgensen ist Dozentin für Psychologie an der Clemson University in Clemson, South Carolina.
Sie ist verheiratet und hat zwei erwachsene Töchter.

## Wahlgeschichte

### Kampagne des US-Repräsentantenhauses von 1992
1992 kandidierte Jorgensen bei der Wahl zum Repräsentantenhaus der Vereinigten Staaten. Sie trat als Libertäre an, um SC-4 im Nordwesten von South Carolina gegen die amtierende Demokratin Liz J. Patterson und den Republikaner Bob Inglis zu vertreten. Jorgensen belegte mit 2,2 % der Stimmen den dritten Platz.

### Vizepräsidentschaftskampagne 1996
Vor der Präsidentschaftswahl 1996 in den Vereinigten Staaten ernannte die Libertarian Party Jorgensen zur Vizepräsidentin des Autors Harry Browne. Jorgensen wurde im ersten Wahlgang mit 92 Prozent der Stimmen nominiert. Sie nahm an einer Vizepräsidentendebatte teil, die am 22. Oktober von C-SPAN landesweit im Fernsehen übertragen wurde, zusammen mit Herbert Titus von der Taxpayers Party und Mike Tompkins von der Natural Law Party.
Browne und Jorgensen, die in allen 50 Bundesstaaten und im D.C. gewählt wurden, erhielten insgesamt 485.759 Stimmen, womit sie mit 0,5 % der Stimmen der Bevölkerung den fünften Platz belegten. Zu dieser Zeit war dies die beste Leistung der Libertarian Party seit 1980.

### Präsidentschaftskampagne 2020

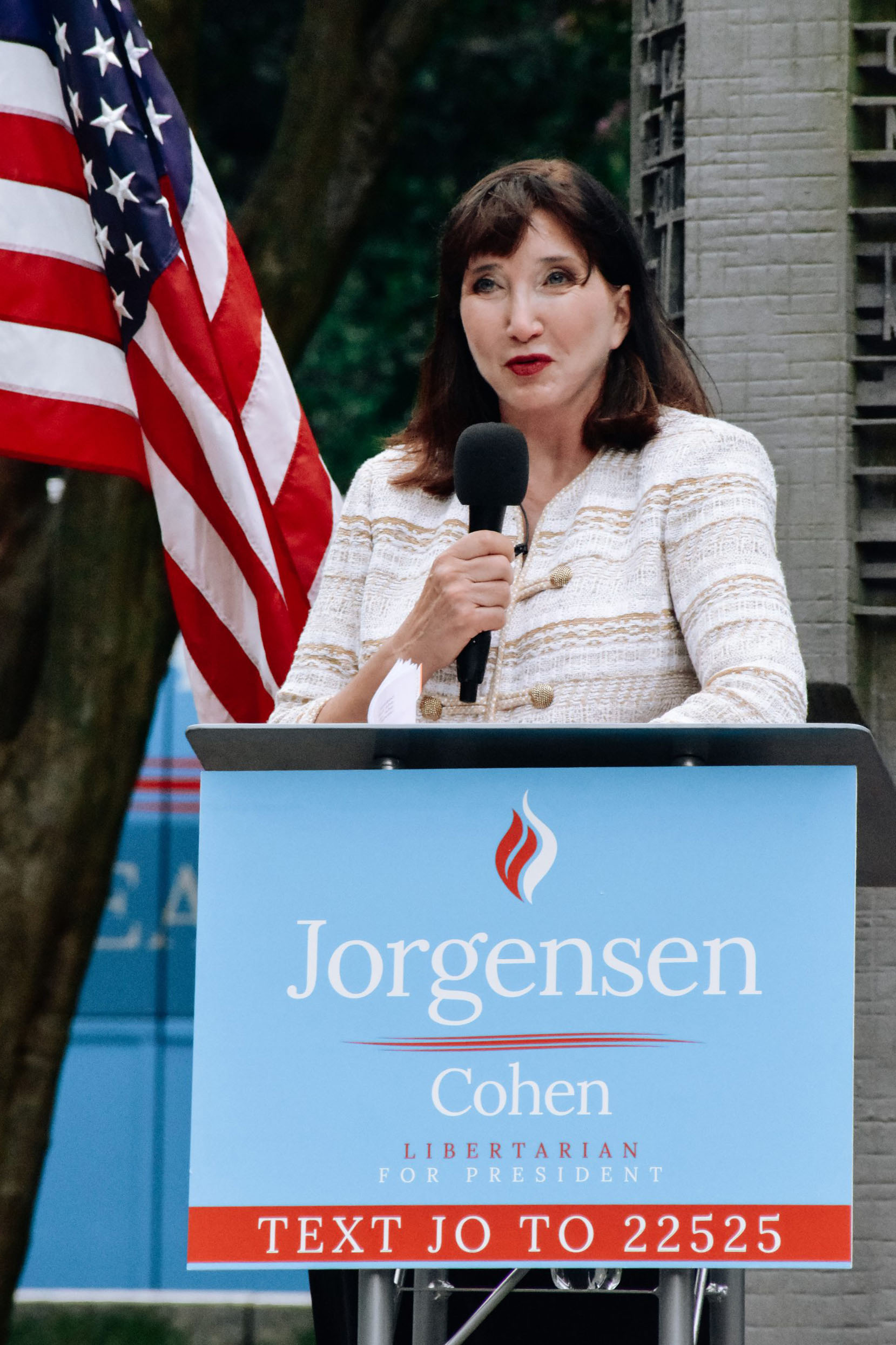
Jo Jorgensen bei einer Wahlkampfrede (2020)

Am 13. August 2019 beantragte Jorgensen bei der FEC ihre Kandidatur in den Vorwahlen der Libertären Partei für die Präsidentschaftswahl 2020. Sie startete ihre Kampagne offiziell auf dem Kongress der Libertarian Party of South Carolina am 2. November 2019, bevor sie am selben Tag an der offiziellen libertären Präsidentendebatte in South Carolina teilnahm.
Bei den unverbindlichen libertären Vorwahlen war Jorgensen Zweite nach kumulierten Wählerstimmen und gewann eine der 11 Vorwahlen.
Am 23. Mai 2020 wurde Jorgensen die offizielle libertäre Präsidentschaftskandidatin. Damit war sie die erste Frau, die die libertäre Kandidatin wurde, und die einzige weibliche Präsidentschaftskandidatin für 2020. Am selben Tag verwendeten Jorgensens Unterstützer Hillary Clintons inoffiziellen Wahlkampfslogan von 2016, „I’m With Her“, erneut, um auf mutmaßliche Opfer sexueller Übergriffe des demokratischen Präsidentschaftskandidaten Joe Biden und des Präsidenten Donald Trump aufmerksam zu machen. Der Slogan war in dieser Nacht auf Twitter angesagt und machte landesweite Schlagzeilen.

## Politische Positionen

### Sozialstaat
Die Sozialversicherung würde sich unter Jorgensen drastisch ändern. Die kritischste – und umstrittenste – Komponente von Jorgensens Plan ist, dass jeder Amerikaner den Sozialstaat ablehnen kann. Jeder, der diesen Weg eingeschlagen hat, darf 6,2 % seiner Lohnsteuer in individuelle Rentenkonten investieren, würde aber im Ruhestand keine Sozialversicherungsleistungen erhalten. Jorgensen ist jedoch bestrebt, das System für derzeitige Begünstigte und diejenigen, die sich nicht abmelden, finanziell zu stabilisieren.

### Reform der Strafjustiz
Jorgensen lehnt die administrative Einziehung von Vermögens- und Sachwerten strafrechtlich beschuldigter Personen als civil asset forfeiture (grob vergleichbar mit präventiver Gewinnabschöpfung in Deutschland) durch Bundesbehörden ab. Sie kritisiert auch die hohe Inhaftierungsrate der Vereinigten Staaten.

### Drogenkrieg
Jorgensen lehnt den Krieg gegen Drogen ab und nennt ihn „rassistisch“ und eine „gescheiterte“ Politik. Sie unterstützt die Abschaffung der Drogengesetze.

### Entmilitarisierung der Polizei
Sie fordert die Entmilitarisierung der Polizei und sagt, dass die Polizei verpflichtet sei, „bestimmte Täter von Gewaltverbrechen zu verfolgen und nicht als Gewalt gegen das Volk zu agieren“.

### Umwelt
Jorgensen bevorzugt Kernkraftwerke, um den CO2-Ausstoß zu reduzieren. Sie unterstützt die Abschaffung von „Subventionen für alle Formen der Energieerzeugung, die es emissionsfreier Kernenergie ermöglichen, auf Augenhöhe miteinander zu konkurrieren“, unterstützt aber auch den Einsatz von hydraulischem Fracking mit Einschränkungen und erklärt, sie werde „Fracking-Unternehmen für Schäden verantwortlich machen“.

### Außenpolitik
Jorgensen lehnt Embargos, Wirtschaftssanktionen und Auslandshilfe ab. Sie befürwortet den Abzug amerikanischer Truppen aus Auslandskriegen. Sie befürwortet Nicht-Interventionismus, freien und offenen Handel mit anderen Nationen.

### Staatsausgaben, Defizite und Schulden
Jorgensen unterstützt die Verfassungsbehörde bei der Sperrung neuer Kredite. Sie sagte zu, ein Veto gegen Ausgaben einzulegen, die zu einem Defizit führen, ein Veto gegen eine Erhöhung der Schuldenobergrenze einzulegen, und versprach, „unsere Kinder und Enkelkinder nicht mit Rechnungen für diese überparteilichen, aufgeblähten Budgets“ zu belasten.

### Gesundheitswesen
Jorgensen unterstützt ein marktwirtschaftliches Gesundheitssystem gegenüber dem derzeitigen System oder dem Einzahler.

### Einwanderung
In einer libertären Präsidentschaftsdebatte sagte Jorgensen, sie würde den Bau der Grenzmauer von Präsident Donald Trump sofort einstellen und Quoten beseitigen, die die Einwanderung in die USA einschränken. Während einer weiteren Hauptdebatte sagte Jorgensen, sie würde „die Grenzen öffnen“, und kritisierte eine Antiimmigrationsstimmung und eine unverhältnismäßige Berichterstattung in den Medien über Verbrechen von Einwanderern. Sie argumentierte, dass Einwanderung der Wirtschaft helfe und dass die Vermischung von Kulturen von Vorteil sei.

### COVID-19
Jorgensen hält die Reaktion der Regierung auf COVID-19 für den „größten Angriff auf unsere bürgerlichen Freiheiten in unserem Leben“, sowohl aufgrund von Einschränkungen des individuellen Verhaltens, wie Ausgangsbeschränkungen, als auch aufgrund von Rettungsaktionen für Unternehmen, die sie als Widerspruch zu den Grundsätzen des freien Marktes ansieht und die überproportional den „gut Vernetzten“ zugute kämen.